# Стаутсвілл (Огайо)
Стаутсвілл (англ. Stoutsville) — селище (англ. village) в США, в окрузі Феєрфілд штату Огайо. Населення — 579 осіб (2020).

## Географія
Стаутсвілл розташований за координатами 39°36′18″ пн. ш. 82°49′24″ зх. д. / 39.60500° пн. ш. 82.82333° зх. д. (39.604975, -82.823364).  За даними Бюро перепису населення США в 2010 році селище мало площу 2,99 км², уся площа — суходіл.

## Демографія
Згідно з переписом 2010 року, у селищі мешкало 560 осіб у 211 домогосподарстві у складі 150 родин. Густота населення становила 187 осіб/км².  Було 234 помешкання (78/км²).
Расовий склад населення:
| - 99,8 % — білих |

До двох чи більше рас належало 0,2 %. Частка іспаномовних становила 0,5 % від усіх жителів.
За віковим діапазоном населення розподілялося таким чином: 28,2 % — особи молодші 18 років, 60,9 % — особи у віці 18—64 років, 10,9 % — особи у віці 65 років та старші. Медіана віку мешканця становила 38,4 року. На 100 осіб жіночої статі у селищі припадало 102,2 чоловіків;  на 100 жінок у віці від 18 років та старших — 96,1 чоловіків також старших 18 років.
Середній дохід на одне домашнє господарство  становив 51 251 долар США (медіана — 40 938), а середній дохід на одну сім'ю — 58 259 доларів (медіана — 46 563). За межею бідності перебувало 13,1 % осіб, у тому числі 13,9 % дітей у віці до 18 років та 15,2 % осіб у віці 65 років та старших.
Цивільне працевлаштоване населення становило 183 особи. Основні галузі зайнятості: виробництво — 19,1 %, освіта, охорона здоров'я та соціальна допомога — 19,1 %, будівництво — 11,5 %, публічна адміністрація — 9,3 %.